# Miramar Beach
Miramar Beach är en ort (CDP) i Walton County, i delstaten Florida, USA. Enligt United States Census Bureau har orten en folkmängd på 6 146 invånare (2010) och en landarea på 18,1 km².